# Кресниці
Кресниці (словен. Kresnice) — поселення в общині Літія, Осреднєсловенський регіон, Словенія. Висота над рівнем моря: 295,1 м.